# Казандол
Казандол (на македонска литературна норма: Казандол) е село в община Валандово, Северна Македония.

## География
Селото е разположено в подножието на Беласица.

## История
В края на XIX век Казандол е изцяло турско село в Дойранска каза на Османската империя. В „Етнография на вилаетите Адрианопол, Монастир и Салоника“, издадена в Константинопол в 1878 година и отразяваща статистиката на населението от 1873 година, Кизинтуали (Kizintouali) е посочено като селище с 215 домакинства, като жителите му са 440 мюсюлмани. Според статистиката на Васил Кънчов („Македония. Етнография и статистика“) от 1900 година, Къзълъ Дуали има 920 жители, всички турци.
След Междусъюзническата война в 1913 година селото попада в Сърбия. Според Димитър Гаджанов в 1916 година в Къзън Дуванли живеят 849 турци.

### Преброявания
В Казандол има 17 домакинства в 2002 година, като жителите му, според преброяванията са:
- 1994 – 151
- 2002 – 147